# Hanamaki

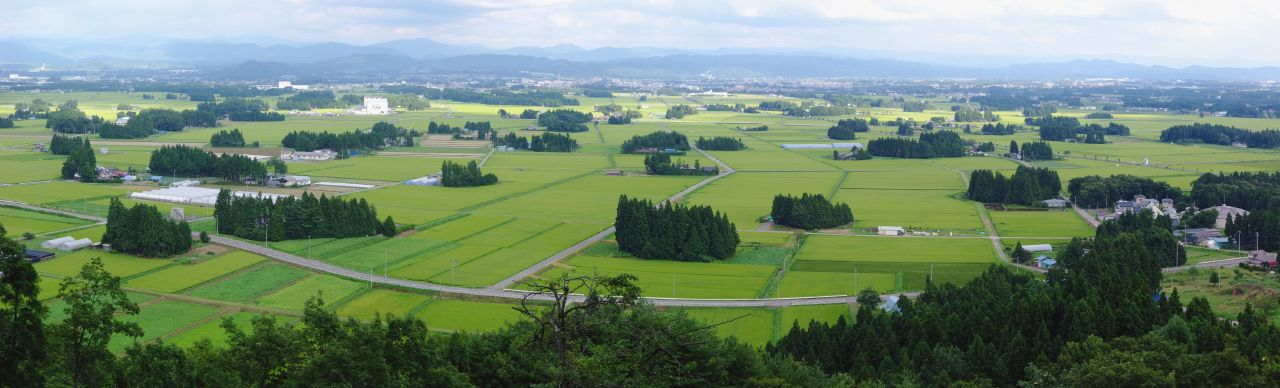
Hanamaki

Hanamaki (花巻市 Hanamaki-shi?) este un municipiu din Japonia, prefectura Iwate.